# Balduin
Balduin är en fransk variant av namnet Baldwin (nederländsk variant Boudewijn) och kan syfta på:

## Personer med namnet
- Balduin av Luxemburg
- Balduin I av Jerusalem
- Balduin I av Konstantinopel
- Balduin II av Jerusalem
- Balduin II av Konstantinopel
- Balduin III av Jerusalem
- Balduin IV av Flandern
- Balduin IV av Jerusalem
- Balduin V av Jerusalem
- Balduin V av Flandern